# Nagy László Zsolt
Nagy László Zsolt (Püspökladány, 1980. december 19. – Szeged, 2010. szeptember 13.) magyar színész. A debreceni Csokonai Színház tagja volt.

## Életpályája
Már debreceni egyetemi évei alatt is vonzotta a színház. Aktív tagja volt a Bessenyei Zoltán által vezetett független színházi társulatnak, a KonzervArtaudriumnak, akikkel rendszeresen fel is lépett, mígnem 2006-ban a Csokonai Színház stúdiósa nem lett egészen 2008-ig. 2009-ben megválasztották a debreceni társulat tagjává. A debreceni Unokák Színháza
Nagy László Zsoltot a barátaival készített F.A.L. című előadás szegedi vendégjátéka közben érte a váratlan halál 2010. szeptember 13-án.

## Szerepei
A Színházi adattárban regisztrált bemutatóinak száma: 6.
2006-ig
- Titanic Vízirevű felolvasószínház, 2004.
- Mi, Újság, 2006.
- BLK-ZSRF - Improvizáció A-tól Z-ig az Ablakzsiráf cikkei alapján, 2006.

2006-2008 között
- William Shakespeare: Lear király (Burgund hercege) Bemutató: 2006. január 20.
- Szőcs Géza: Liberté '56 (Katona) Bemutató: 2006. október 20.
- Artur Laurents, Leonard Bernstein, Stephen Sondheim: West Side Story (Anxious) Bemutató: 2006. december 29.
- Földes László: Csattanuga Csucsu (Pusztai Illés Gyula) Bemutató: 2007. február 3.
- Kálmán Imre: Csárdáskirálynő Bemutató: 2007. május 11.
- Szabó Magda: A macskák szerdája (Professzor Budai) Bemutató: 2007. október 5.
- Bedřich Smetana, Karel Sabina: Az eladott menyasszony (táncos) Bemutató: 2007. október 12.
- Móricz Zsigmond: Úri muri (Széplegény, munkás) Bemutató: 2008. február 15.
- Szirmai Albert, Bakonyi Károly, Gábor Andor: Mágnás Miska Bemutató: 2008. május 23.
- Marin Držic: Ribillió Rómában (Divo, Pera első unokaöccse) Bemutató: 2008. augusztus 16.
- Tömöry Márta, Fehérváry Lilla: A talizmán (Allajar Bej) Bemutató: 2008. november 4.
- Hubay Miklós–Vas István–Ránki György: Egy szerelem három éjszakája (Katonaszökevény) Bemutató: 2008. december 12.
- Liszt Ferenc: Krisztus Bemutató: 2008. december 21.
- Farkas Arnold Levente, Nagy László, Oleg Bogajev: Csiríz (Fehér Béla) Bemutató: 2009-2010
- Mihail Ugarov: Oblom-off (Küldönc) Bemutató: 2009. március 27.
- Parti Nagy Lajos: Boldogult úrfikoromban (Portás, főápoló) Bemutató: 2009. október 9.
- Lázár Ervin: Szegény Dzsoni és Árnika (Testvér, Udvaronc, Rabló, Elvarázsolt ember) Bemutató: 2009. november 19.
- Johann Wolfgang von Goethe: A Zöld Kígyó és a Szép Liliom (Parsifal lovag) Bemutató: 2010. január 29.
- Tóth Erzsébet: Kőrózsa betonszív Bemutató: 2010. április 9.
- Farkas Arnold Levente: F.A.L. (Angyal) Bemutató: